# Jared Cohn

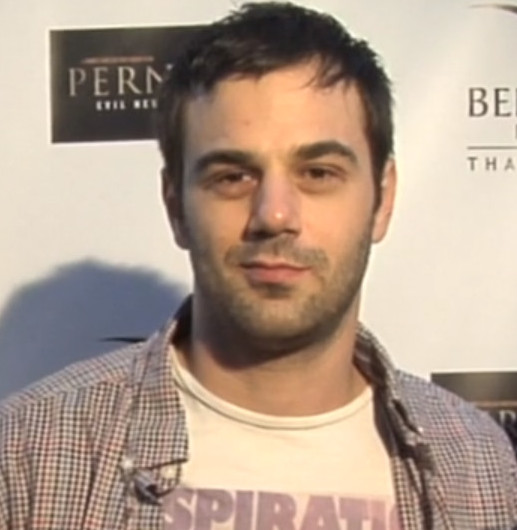
Jared Cohn (2015)

Jared Michael Cohn (* in New York City, New York) ist ein US-amerikanischer Filmregisseur, Filmproduzent, Schauspieler, Drehbuchautor und Kameramann. Zu Beginn seiner Karriere trat er auch unter dem Pseudonym Jared Michaels in Erscheinung.

## Leben
Der gebürtige New Yorker Cohn machte seinen Bachelor of Fine Arts in Communication Arts am New York Institute of Technology. Seine Hauptfächer waren Film- und Vorproduktion. Cohn ist gegenwärtig in Los Angeles wohnhaft. Anfang der 2000er Jahre debütierte er als Schauspieler. Ab 2009 folgten Tätigkeiten im Bereich der Regie und des Verfassen der Drehbücher, ab 2012 Arbeiten als Kameramann. Er war für mehrere Filme der Filmproduktions- und Filmverleihgesellschaft The Asylum verantwortlich.

## Filmografie (Auswahl)

### Regie
- 2009: The Carpenter: Part 1 – And So They Die
- 2011: Born Bad
- 2011: Underground Lizard People
- 2012: Bikini Spring Break
- 2012: Hold Your Breath
- 2012: 12/12/12
- 2013: Atlantic Rim
- 2014: Jail Bait – Überleben im Frauenknast (Jailbait)
- 2015: Bound – Gefangen im Netz der Begierde (Bound)
- 2015: Hulk Blood Tapes
- 2015: Buddy Hutchins
- 2015: God's Club
- 2016: Little Dead Rotting Hood – Keine Angst vorm bösen Wolf (Little Dead Rotting Hood)
- 2016: Wishing for a Dream
- 2016: The Horde
- 2016: Evil Nanny
- 2016: Devil's Domain
- 2017: King Arthur and the Knights of the Round Table
- 2017: Locked Up – Jail Bait 2
- 2017: Death Pool
- 2017: After School Special
- 2017: The Domicile
- 2017: Halloween Pussy Trap Kill Kill
- 2018: Attack from the Atlantic Rim 2 – Metal vs. Monster (Atlantic Rim: Resurrection)
- 2018: A Dangerous Date (Fernsehfilm)
- 2018: Alien Predator: Hunting Season
- 2018: A Mother's Worst Fear (Fernsehfilm)
- 2019: Stressed to Death (Fernsehfilm)
- 2019: Devil's Revenge
- 2019: Erasing His Past (Fernsehfilm)
- 2019: Psycho BFF (Fernsehfilm; auch Filmschnitt)
- 2019–2020: The Encounter (Fernsehserie, 3 Episoden)
- 2020: Street Survivors: The True Story of the Lynyrd Skynyrd Plane Crash
- 2020: In the Drift
- 2020: Her Deadly Groom (Fernsehfilm)
- 2020: Shark Season – Angriff aus der Tiefe (Shark Season)
- 2021: Killer Advice
- 2021: Swim – Schwimm um dein Leben! (Swim)
- 2021: Party from Hell (Fernsehfilm)
- 2021: Cheer for Your Life (Fernsehfilm)
- 2021: A Stalker in the House
- 2021: Deadlock
- 2021: A Daughter's Deceit (Fernsehfilm)
- 2022: Lord of the Streets
- 2022: Vendetta
- 2022: Super Volcano (Fernsehfilm)
- 2022: Megaquake – Kalifornien am Abgrund (20.0 Megaquake, Fernsehfilm)
- 2023: Ice Storm – Der Beginn einer neuen Eiszeit (Ice Storm, Fernsehfilm)

### Schauspiel
- 2003: Green Planet (Kurzfilm)
- 2005: Alien Abduction
- 2005: Way of the Vampire
- 2005: Legion of the Dead
- 2006: Sea Me
- 2006: Halloween Night
- 2007: Blood Predator
- 2007: The Third Summer
- 2008: Teary Sockets
- 2008: Tyler's Ride (Fernsehserie, 5 Episoden)
- 2008: Plaguers
- 2008: Real Fear
- 2009: Meaner Than Hell
- 2009: Legend Has It
- 2009: The Carpenter: Part 1 – And So They Die
- 2010: Revenants
- 2011: Born Bad
- 2011: Incident at Barstow
- 2011: Underground Lizard People
- 2012: Bikini Spring Break
- 2012: 12/12/12
- 2013: Asabiyyah
- 2013: Atlantic Rim
- 2013: 13/13/13
- 2014: The Coed and the Zombie Stoner
- 2014: P-51 Dragon Fighter
- 2014: Pernicious
- 2015: Hulk Blood Tapes
- 2015: Sharknado: Heart of Sharkness
- 2015: Feed the Devil
- 2016: Wishing for a Dream
- 2017: Locked Up – Jail Bait 2
- 2018: Attack from the Atlantic Rim 2 – Metal vs. Monster (Atlantic Rim: Resurrection)
- 2018: Minutes to Midnight
- 2018: Dick Dickster
- 2021: A Stalker in the House
- 2022: Dawn

### Drehbuch
- 2009: Legend Has It
- 2009: The Carpenter: Part 1 – And So They Die
- 2011: Born Bad
- 2011: Underground Lizard People
- 2012: Bikini Spring Break
- 2012: 12/12/12
- 2014: Jail Bait – Überleben im Frauenknast (Jailbait)
- 2015: Bound – Gefangen im Netz der Begierde (Bound)
- 2015: Buddy Hutchins
- 2016: Wishing for a Dream
- 2016: Devil's Domain
- 2017: Locked Up – Jail Bait 2
- 2017: Death Pool
- 2017: The Domicile
- 2017: Halloween Pussy Trap Kill Kill
- 2020: Street Survivors: The True Story of the Lynyrd Skynyrd Plane Crash
- 2020: Her Deadly Groom (Fernsehfilm)
- 2021: A Stalker in the House
- 2021: Deadlock
- 2022: Lord of the Streets
- 2022: Vendetta

### Produktion
- 2009: Legend Has It
- 2010: Revenants
- 2012: Night of the Dead
- 2015: Hulk Blood Tapes
- 2017: Death Pool
- 2017: The Domicile
- 2019: Devil's Revenge
- 2020: Her Deadly Groom (Fernsehfilm)
- 2021: Killer Advice
- 2021: Party from Hell (Fernsehfilm)
- 2021: A Stalker in the House
- 2021: A Daughter's Deceit (Fernsehfilm)
- 2022: Lord of the Streets

### Kamera
- 2012: 12/12/12
- 2013: Asabiyyah
- 2014: Two Guys & a Gal (Kurzfilm)
- 2018: Alien Predator: Hunting Season
- 2018: Avengers Grimm 2 – Time Wars (Avengers Grimm: Time Wars)
- 2018: Silencer
- 2019: Sanador: The Healer
- 2019: Hollow Point
- 2020: FraXtur (Fernsehserie, Episode 1x01)
- 2020: In the Drift
- 2020: Shark Season – Angriff aus der Tiefe (Shark Season)